# Gerard Daandels
Johannes Gerardus Maria (Gerard) Daandels (27 april 1946) is een Nederlands burgemeester namens het Christen-Democratisch Appèl (CDA).
Daandels begon zijn bestuurlijke carrière als wethouder in de gemeente Heeswijk-Dinther. In 1987 werd hij benoemd tot burgemeester van de gemeente Liempde; hij zou daar tot 1992 in functie blijven. In 1992 verruilde hij zijn functie in Liempde voor het burgemeesterschap van Mill en Sint Hubert. In 2000 werd hem daar eervol ontslag gegeven, waarna hij J.W. Smeets opvolgde als burgemeester van de gemeente Deurne.
Een van de belangrijkste resultaten die bereikt werden onder het burgemeesterschap van Daandels in Deurne was de grootschalige revitalisering van het centrum van dit dorp. In 2004 kon na jaren touwtrekken het startschot worden gegeven voor de bouw van het winkelgebied Wolfsberg. Ook werden onder zijn bewind belangrijke rondwegen om diverse kernen van de gemeente Deurne aangelegd en het Masterplan Spoorzone opgesteld. In 2006 werd hij herbenoemd voor een periode van zes jaar.
Tijdens de nieuwjaarsspeech op 1 januari 2010 maakte Daandels bekend op 31 oktober van dat jaar te zullen stoppen. Op 1 november 2010 werd Peter Grem benoemd als waarnemend burgemeester, in afwachting van de uitkomst van de sollicitatieprocedure. Sinds februari 2011 is Hilko Mak daar de burgemeester.
In 2013 bleek uit onafhankelijk onderzoek dat er door Daandels fouten zijn gemaakt omtrent de verkoop van een perceel aan de weg naar Helmond, bekend als het MOB-complex. Daandels stuurde onder andere vanuit zijn privé e-mailadres een afkoop-voorstel (met publiek geld) aan een bezwaarmaker. Hierover zijn Kamervragen gesteld. 
Ook de financiële situatie van de gemeente Deurne staat sinds het vertrek van Daandels onder druk, mede door het actieve grondbeleid wat onder, maar vooral ook door Daandels gevoerd werd.

## Trivia
- In december 2008 haalde Daandels de regionale media door als bestuurder publiekelijk het rookverbod in de horeca te overtreden. Na commotie in de gemeenteraad betuigde hij een beetje spijt.[3]